# Torre de Cálig
La torre de Càlig, en la comarca del Bajo Maestrazgo, es una antigua torre de vigilancia que se ubica dentro del núcleo de población de Càlig, en concreto en la calle Mayor número 2. Está catalogada de manera genérica como Bien de Interés Cultural, con código: 12.03.034-002.

## Historia
Según el Ayuntamiento de Càlig, la torre data del siglo XIII y se trata de una torre defensiva que en época medieval ya se situaba en el centro de la población cerca de la iglesia.
En la pared delantera presenta un escudo de piedra adosado, en el que puede leerse el año 1625, lo que ha hecho pensar a los expertos que posiblemente la sala de la villa se edificara en esa época y que las imágenes, que la decoran, hagan referencia a la guerra de los franceses, de todos modos poco se sabe con certeza de la historia de su construcción, ya que incluso Martí de Viciana, ya en la segunda mitad del siglo XVI, afirma «...aunque los modernos en ella han labrado por no ser acabada no se puede más alabar de que su principio fue muy bueno y de tiempo muy antiguo.».
Como suele ocurrir con los edificios antiguos, la torre se ha visto modificada en estructura y uso a lo largo tiempo. Se ha utilizado como Ayuntamiento, como cárcel e incluso como almacén. Actualmente, sin embargo, acoge el Centro Cultural la Torre, la Casa de la Cultura.

## Descripción
Se trata de una torre de sólida construcción, con planta rectangular, de fábrica de masonería con refuerzo de sillares en las esquinas (aunque pueden verse restos de sillares en gran parte de la base y la planta baja de la torre) y en los vanos (tanto en puertas como en ventanas), con tres pisos a los que se accede por una escalera situada en la vivienda anexa.
En la primera planta la cubierta es de cañón, mientras que el segundo piso presenta una techumbre con vigas de madera que descansan en una viga maestra de grandes dimensiones que divide la estancia en dos espacios o crujías. Por último el tercer piso es una terraza que tiene acabado en dos aguas y cubierta con tejas árabes.
Se sabe que la estructura inicial fue muy modificada durante el año 1625, momento en el que se decora la fachada y se incorpora el escudo y ciertos gráficos en las paredes de sus salas interiores. Además se realizaron en esa intervención modificaciones en una de sus fachadas en la que se cambian los tamaños de ciertas ventanas. 
En el siglo XIX se instaló en la Torre un reloj, fabricado por “Talleres Cronos”, de Roquetes, colocándose el mecanismo del reloj en una habitación anexa en la que hay una placa metálica con una inscripción que dice: «Sistema
Redondo-Cuenca. Reloj núm. 6 para Villa de Calig. Año 1913». Además en esa misma habitación hay otras inscripciones en sus paredes como la que reza: « 1. 11 Dia de Abril de 1918 ( ... 1960) que da Cuerda Clemente Borras. Ultimo dia que da Cuerda 9 de Abril de 1961 Clemente Borras».
A finales del siglo XX se realizó una intervención (bajo la dirección de Miguel García Lizón) en la que se modificó la cubierta existente a dos aguas por una cubierta plana, elevándose además un antepecho que se almena con remates piramidales y se incorpora una espadaña, todo ello en fábrica de ladrillo cara vista.